# やわらかい風
「やわらかい風」（やわらかいかぜ）は、NHK『みんなのうた』で1994年10月 - 11月に放送された宝生舞歌唱の楽曲である。作詞は末永都、作・編曲は坂本昌之。

## 概要
1994年0月 - 11月にNHK『みんなのうた』で放送された。宝生舞が歌唱した楽曲のうち、『みんなのうた』に起用された唯一の楽曲である。同番組のテレビ放送で使用された実写映像には宝生自身も出演している。
定時番組での再放送は行われていないが、2015年2月21日に『みんなのうたリクエスト』で本放送から約20年ぶりの再放送が行われたものの、同番組は普段は2 - 3回だったのにもかかわらず、放送は1回だけだった。